# Кам'яниця Рорайського
Кам'яниця Рорайського, кам'яниця Мешковського — житловий будинок на площі Ринок, 16 у Львові, пам'ятка архітектури.

## Історія
Первісно будинок був зведений у XVI ст. (за деякими джерелами у XV), однак у XIX ст. він зазнав значних перебудов.
У 1930-их проводилася реставрація.

## Архітектура
Будинок цегляний, тинькований, видовжений вглиб ділянки, чотириповерховий.
Фасад прикрашають завершення вікон та балкон із ажурною металевою решіткою. Увінчує будівлю аттик і розкрепований карниз з модульйонами.
Будинок зберіг первісне внутрішнє планування, в приміщенні першого поверху збереглися готичні склепіння.